# The Chariot
The Chariot fue una banda cristiana de mathcore fundada en 2003 por el exvocalista de Norma Jean, Josh Scogin, en Douglasville, California. Scogin es el único miembro fundador que permanece en el grupo. Los otros miembros, actualmente, son Jon «KC Wolf» Kindler, Bryan Russell Taylor, David Kennedy, y Dan Vokey. Su tercer disco lleva por nombre Wars and Rumors of Wars (Guerras y rumores de guerras) y se presentó en el 2009. En 2010 grabaron su cuarto disco llamado Long Live con Good Fight.

## Miembros
- Josh Scogin (ex Norma Jean): voz.
- Stephen "Stevis" Harriso: guitarra.
- Brandon Henderson: guitarra.
- David Kennedy: batería.

Miembros Anteriores
- Jon «KC Wolf» Kindler: bajo (2006-2012).
- Jon Terrey: guitarra (2006-2008,2010).
- Bryan Russell Taylor: guitarra (2006-2008).
- Dan Vokey: guitarra (2008-2009).
- Mark McGee: batería (2008).
- Dan Eaton: bajo guitarra (2006-2008).
- Jake Ryan: batería (2005-2008).
- Joshua Beiser: bajo (2003-2006).
- Keller Harbin: guitarra (2003-2006).
- Mark Nicks: batería (2005).
- Jeff Carter: batería (2004-2005).
- Tony Medina: guitarra (2003-2005).

## Discografía

### Álbumes
- 2004: Everything Is Alive, Everything Is Breathing, Nothing Is Dead, and Nothing Is Bleeding
- 2007: The Fiancée
- 2009: Wars and Rumors of Wars
- 2010: Long Live
- 2012: One Wing